# 动力学时标
动力学时标（英語：free-fall timescale）是衡量恒星演化的一个时标，同样也可以用来衡量星云坍缩所需要的时间。其定義爲某一质点从某一物体表面落下，所到达物体中心所需的时间。动力学时标由下式给出：{\displaystyle t_{ff}={\sqrt {{\frac {3\pi }{32}}{\frac {1}{G\rho _{0}}}}}}

## 理论推导
考虑某一位于恒星表面的质点，该质点的运动方程可以这样被写出：
{\displaystyle a={\frac {\mathrm {d} ^{2}r}{\mathrm {d} t^{2}}}=-{\frac {GM(r)}{r^{2}}}}
其中{\displaystyle M(r)}是半径{\displaystyle r}内的质量，{\displaystyle a}是质点受到的加速度。通过解该微分方程，可以解出动力学时标。
通过假设整个恒星是一个球壳，可以粗略估计动力学时标的大小。加速度可以近似为{\displaystyle {\begin{smallmatrix}a\approx {\frac {R}{t_{ff}^{2}}}\end{smallmatrix}}}，半径{\displaystyle r}内的质量可以近似为恒星的质量（即{\displaystyle M(r)\approx M}），而半径{\displaystyle r}可以近似为恒星的半径{\displaystyle R}，这样可以得到：
{\displaystyle {\frac {R}{t_{ff}^{2}}}\approx {\frac {GM}{R^{2}}}}
再通过平均密度的定义，可以得出动力学时标的粗略估计：{\displaystyle t_{ff}\approx {\sqrt {\frac {3}{4\pi G\rho _{0}}}}}这与前面的解在量纲上一致。